# Cardioglossa leucomystax
Cardioglossa leucomystax – gatunek płaza bezogonowego z rodziny artroleptowatych (Arthroleptidae). Zamieszkuje Afrykę Środkową i południową Nigerię.

## Systematyka
Zaliczane dawniej do tego gatunku populacje z zachodniej części zasięgu (Ghana, Wybrzeże Kości Słoniowej, Liberia, Gwinea i Sierra Leone) wydzielono w 2008 roku do osobnego gatunku Cardioglossa occidentalis. Nie można wykluczyć, że populacja ze wschodniej części obecnego zasięgu reprezentuje genetycznie odmienny, nieopisany dotąd gatunek.

## Występowanie
Gatunek ten zamieszkuje południową Nigerię (rejony nieopodal wybrzeża), środkowy i południowy Kamerun, całe terytorium Gwinei Równikowej (ale bez wyspy Bioko) i Gabonu, prawie całe Kongo, północną i zachodnią Demokratyczną Republikę Konga oraz południową Republikę Środkowoafrykańską. Być może gatunek występuje też w północno-zachodniej Angoli (prowincja Kabinda).
Płaz zamieszkuje głównie nizinne i niższe górskie wilgotne lasy tropikalne, w tym lasy wtórne i mocno zdegradowane przez człowieka. Choć prowadzi lądowy tryb życia, lubi strumienie o piaszczystych i kamienistych brzegach.

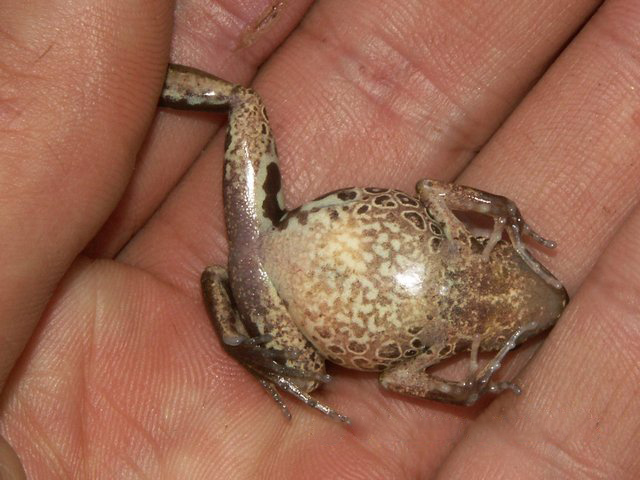
Strona brzuszna płaza

## Rozmnażanie
Samce zbierają się w grupy i nawołują samice, siedząc pośród skał bądź kamieni w gęstej roślinności nieopodal strumieni.

## Status
W Czerwonej księdze gatunków zagrożonych IUCN płaz ten klasyfikowany jest jako gatunek najmniejszej troski (LC, ang. Least Concern).
Płaz ten jest bardzo pospolity. Jednakże jego liczebność obniża się. W części zasięgu zagrożenie może stanowić dla niego utrata środowiska naturalnego spowodowana przez rozwój rolnictwa i osadnictwa oraz pozyskiwanie drewna.